# Остервейзенд
Остервейзенд (нід. Oosterwijzend) — селище в нідерландській провінції Північна Голландія. Входить до муніципалітету Дрехтерланд.